# 살찐생쥐
살찐생쥐(Steatomys pratensis)는 붉은숲쥐과에 속하는 설치류의 일종이다. 앙골라와 보츠와나, 카메룬, 콩고민주공화국, 말라위, 남아프리카공화국, 탄자니아, 잠비아, 짐바브웨에서 발견된다. 자연 서식지는 건조한 사바나 지역과 아열대 또는 열대 기후 지역의 건조한 저지대 초원이다.